# SG-1 (Stargate)

I membri della squadra SG1 fino all'ottava stagione (eccettuata la sesta) di Stargate SG-1.
Da sinistra: Samantha Carter, Daniel Jackson, Jack O'Neill e Teal'c

L'SG-1 (Stargate unità uno) è la squadra ammiraglia dello Stargate Command nella serie tv di fantascienza Stargate SG-1; la sua storia è il soggetto della serie stessa. L'SG-1 è un'unità con vari compiti e funzioni, incluso il primo contatto, la ricognizione e il combattimento, contatti diplomatici, un esame archeologico preliminare e l'assistenza tecnologica. Il team originale SG-1 è composto dal capitano Samantha Carter, il dottor Daniel Jackson, Teal'c e il colonnello Jack O'Neill come ufficiale in comando. La sesta stagione di Stargate SG-1 vede il rimpiazzo di Daniel Jackson col personaggio di Jonas Quinn; la nona e la decima stagione vedono il rimpiazzo di Jack O'Neill ad opera del Ten. Col. Cameron Mitchell, e la decima stagione vede l'aggiunta del personaggio di Vala Mal Doran come membro della squadra.
Gli ordini permanenti dell'SG-1 sono i seguenti:
1. Aprire negoziati diplomatici con altri mondi.
2. Ottenere tecnologie o aiuto per difendere la Terra dai Goa'uld e da altri aggressori.

## Dettagli sui cambi nei membri della squadra
I membri dell'SG-1 rimasero gli stessi per i primi cinque anni. Quando Daniel Jackson morì ed ascese, venne temporaneamente rimpiazzato da Jonas Quinn. Jonas rimase con l'SG-1 per un anno, prima di ritornare sul suo pianeta nel tentativo di portare la pace tra le diverse fazioni in lotta del suo mondo natale.
Con il colonnello Jack O'Neill promosso al comando dello Stargate Command, nell'ottava stagione di Stargate SG-1 il comando dell'SG-1 venne assunto dal Tenente Colonnello Samantha Carter. In seguito alla sconfitta dei Goa'uld, l'unità venne sciolta in maniera non ufficiale, e ogni membro della squadra andò per la sua strada. Carter andò a capo del settore Ricerca e Sviluppo del Comando Stargate presso l'Area 51, Teal'c prese parte alla nascita di una nuova emergente Nazione Libera Jaffa e Daniel si unì alla spedizione Atlantis.
In seguito l'SG-1 finì sotto il comando del Ten. Colonnello Cameron Mitchell, il quale convinse Daniel Jackson (che mancò il volo per la Galassia di Pegaso), Teal'c e il Ten. Colonnello Carter a ricomporre la squadra.
Nella decima e ultima stagione di Stargate SG-1 Vala Mal Doran, in virtù delle sue azioni, venne assunta nella squadra.
I membri dell'SG-1 sono stati:
- Richard Dean Anderson interpretò il Maggior generale (già colonnello e brigadier generale) Jack O'Neill (Stagioni 1-8)
- Michael Shanks interpretò il Dr. Daniel Jackson (Stagioni 1-5, 7-10)
- Amanda Tapping interpretò il Ten. Colonnello (già Capitano e maggiore) Samantha Carter (Stagioni 1-10)
- Christopher Judge interpretò Teal'c (Stagioni 1-10)
- Corin Nemec interpretò Jonas Quinn (Stagione 6)
- Ben Browder interpretò il Ten. Colonnello Cameron Mitchell (Stagioni 9-10)
- Claudia Black interpretò Vala Mal Doran (Stagioni 8[1][2]-10)

## Storia

### Prima stagione
L'SG-1 era originariamente composta da tre membri, l'ufficiale comandante il Colonnello Jack O'Niell, Daniel Jackson e Samantha Carter. Era la prima delle due unità originarie, l'altra era l'SG-2, sotto il comando del Maggiore Charles Kawalsky. O'Neill e Carter erano assegnati all'aeronautica. Daniel si unì al gruppo originariamente per trovare sua moglie, Sha're, che era stata rapita da un ospite Goa'uld. Capì immediatamente l'importanza della loro missione e restò col team anche dopo la morte della moglie.
La loro prima missione li portò a Chulak dove furono fatti prigionieri da Apophis. L'SG-1 fu liberato da Teal'c, capo delle guardie di Apophis. Teal'c era arrivato a dubitare che i Goa'uld fossero dei, e la sua ambizione era di combattere per la libertà di tutti i Jaffa. Divenne il quarto membro dell'SG-1 e la sua conoscenza dei Goa'uld si dimostrò importantissima in molte occasioni.